# Elgiloy
El Elgiloy (aleación de Co-Cr-Ni) es una "superaleación" que consiste en 39-41% de cobalto, 19-21% de cromo, 14-16% de níquel, 11,3-20,5% de hierro, 6-8% de molibdeno y 1,5-2,5% de manganeso. 
Se utiliza para fabricar resortes o muelles que sean resistentes a la corrosión y exhiban alta resistencia, ductilidad y buena durabilidad frente a la fatiga. Estas mismas propiedades hicieron que se usara para los cables de control en el avión Lockheed SR-71 Blackbird, ya que se necesitaba hacer frente a estiramientos y contactos repetidos.
El Elgiloy cumple con las especificaciones AMS 5876, AMS 5833 y UNS R30003. 
Debido a su composición química, es altamente resistente al agrietamiento por corrosión bajo tensión y a las picaduras en ambientes sulfurosos, y puede operar a temperaturas de hasta 454 °C. 